# 叶笃义

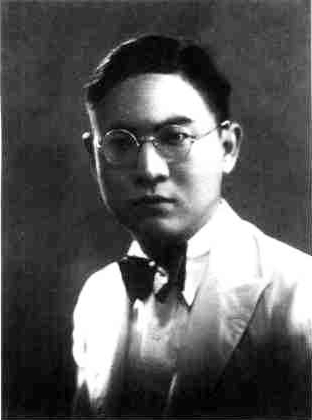
1935年，25岁时的叶笃义

叶笃义（1912年1月—2004年2月19日），天津人，祖籍安徽安庆，中华民国及中华人民共和国政治人物、社会活动家，中国民主同盟中央委员会副主席、名誉副主席。

## 生平

### 早年生涯

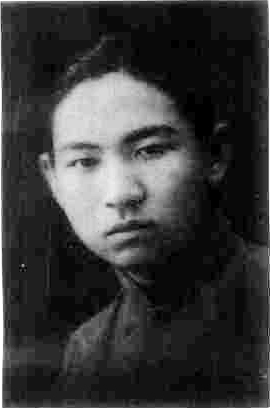
1930年，叶笃义中学毕业

1912年1月，葉篤義生於天津，曾祖葉昆厚是河南南汝光道的道員，祖父葉伯英官至陝西巡撫，父親叶崇质弃官从商定居天津。7歲，開始讀私塾。1926年，投考南開中學。1930年，畢業後免試進入燕京大学。叶笃义本想去国立清华大学物理系，但因受一位在燕京大学学习的表兄弟影响，乃入燕京大学政治系。在校期间，他不参加任何政治活动，埋头学习，成绩优异。1934年，從燕大政治系畢業，随后在天津的一个政府部门工作。受兄弟叶笃庄、叶笃廉影響接觸共產主義。
1935年一二·九运动时，正在北平大学学习的叶笃义的九弟方实积极参加，随后还参加了中华民族解放先锋队。叶笃义支持方实的行动。1935年9月、10月间，方实因为在电车上阅读华岗所著的《1925-1927大革命史》而遭宪兵逮捕，叶笃义四处找保人，使方实获释。当时，方实和天津学联的联系很多。天津学联准备召开秘密会议，方实便找叶笃义，希望叶笃义在他和方实共同居住的天津的叶家提供开会场地，获得叶笃义答应。叶笃义在家中的客厅内放置了麻将桌当掩护，天津学联的两次会议均在此召开。
1936年，家中析產，獲得了一筆錢，於是弟兄五人共同创办了“知识书店”，葉篤莊介紹了吳硯農來共同籌辦。10月，書店在法租界勸業場開業。由於葉篤莊的身份，書店僱傭的多是中共地下黨員，書店也成了天津中共地下党的掩护机关。1937年，華北局勢日益緊張，葉篤莊想要把書店遷至太原。7月28日，由於日本的壓力書店關閉。
1938年，從姚曾廙處聽說國社黨的张东荪在北平成立北方救國會，怦然心動。2月，見到張東蓀後達成共識，認為要聯合共產黨一同抗戰。5月，同張東蓀、劉石蓀同去漢口。徐州淪陷後，日本內閣改組，由於和劉石蓀意見不合就不再同國社黨人交往。8月，返回北平，經過王定南的同意，到唐山開灤礦務局工作，為中共做地下工作。1941年，太平洋戰爭爆發，張東蓀和王定南都被日本人逮捕，和黨組織斷開聯繫，因此離開唐山。
1943年6月，張、王兩人出獄後，張對王的身份產生懷疑，於是透過姚繼民的關係，葉篤義進入山西太行邊區，和十八集团军副总司令彭德怀、参谋长滕代远接頭。7月7日，叶笃义代表张东荪和彭德怀共同签署了《七七抗日协定》。

### 民盟中央

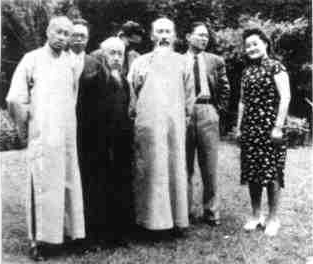
抗日战争期间，民盟部分领导人与工作人员合影。左起：梁漱溟、辛志超、沈钧儒、张澜、叶笃义、史良

1944年，加入中国民主革命同盟。3月，代表張東蓀赴重庆。9月19日，經張君勱、章伯鈞介紹加入中国民主同盟。10月，與受派去西北建立支部的郭則沉一同離開重慶。年底，經山西太原返回北平。1945年4月，與張東蓀、曾琦、林可璣、周鯨文一起筹建民盟华北总支部。1946年3月，赴重慶參加民盟中央工作，作為羅隆基的助手接待外國記者。
1946年5月，第二次國共內戰正式爆發，上海各界出現反内战的輿論。6月23日，组成以马叙伦为团长的“上海人民和平请愿团”，赴南京要求会见各方代表呼吁和平。中国国民党当局得知后，多方阻拦，叶笃义则代表民盟赴南京下关车站欢迎该请愿团。入下关车站发现情况异样后，中共代表范长江劝叶笃义离开，但叶笃义坚持不走。火车到达下关车站后，和平代表们刚下车，便被大批国民党特务围堵在车站附近的一个房间内，叶笃义与和平代表们遭到特务毒打，叶笃义被打昏，后来送往医院急救。此即“下关惨案”。事件发生后，中共方面的周恩来、董必武、李维汉、滕代远、邓颖超、王炳南等人赶赴医院慰问受伤者。周恩来看望叶笃义时，叶笃义说：“谢谢，看来和平民主道路还是很艰难的。”周恩来说：“道路艰难，我们有信心争取到民主和平。”
国共和谈破裂后，国民党当局在昆明杀害民盟领导人李公朴、闻一多，酿成李闻惨案。叶笃义与民盟领导人张澜、黄炎培、史良等人一道捍卫民盟尊严，继续争取和平民主。

### 坚守上海

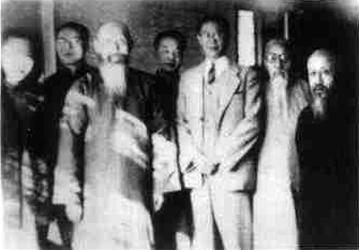
1947年民盟总部被迫解散后，民盟中央主席张澜因受严密监视而失去自由。沈钧儒经与张澜等民盟领导人密商，决定潜赴香港继续活动。图为沈钧儒临行前与同仁合影。右起：沈钧儒、陈叔通、罗隆基、陈新桂、张澜、叶笃义、张茂延

1947年10月，南京国民政府宣布民盟为非法团体，民盟总部被迫解散。叶笃义拒绝了司徒雷登赴美国到联合国工作的邀请，冒险留在上海，继续为民盟秘密坚持工作。
1948年7月、8月间，国统区学生进行了大规模反美示威活动。司徒雷登发表了一份声明，称学生们要“自食恶果”。叶笃义对司徒雷登的声明不满。他在上海刊物《展望》上以笔名“陈光”发表了《不要打破温度计——警告司徒雷登先生》一文。在文中，他回顾了司徒雷登曾讲过的学生运动是代表社会舆论的温度计，镇压学生运动就像不愿意见到温度改变而打破温度计一般愚蠢，他用该比喻批评了司徒雷登当前的做法。同时，叶笃义还代表民盟的张澜、黄炎培、罗隆基向司徒雷登递交了一封抗议信。同时，他将自己的这篇文章也交给了司徒雷登，亮明自己的态度。
1949年5月，中国人民解放军占领上海前夕，叶笃义被迫从上海秘密赴香港，同年8月到北平，作为候补代表参加中国人民政治协商会议第一届全体会议。

### 右派分子
1949年起，叶笃义任政务院政治法律委员会委员、副秘书长。1954年12月24日，在董必武的倡导下，法律出版社成立，时任政务院政治法律委员会副秘书长的叶笃义出任社长，陈于彤（董必武秘书）出任副社长、总编辑。
1957年，中共中央开始整风运动。时任民盟中央副秘书长兼办公厅主任的叶笃义响应中共号召，帮助中共整风。他在中共中央统战部召开的会议上多次发言，还参加了“六教授会议”。在上述会议上，他对中共的各项工作提出了批评和建议。随后，当整风转为反右运动时，叶笃义被打成“右派分子”，从行政八级降为行政十三级，职务全部被撤销。
1960年，叶笃义摘掉了右派帽子，仍保留民盟中央候补委员的头衔，但无事可做。他便投入翻译事业，将《美国外交史》和《英使谒见乾隆纪实》译成了中文。

### 文革入狱
文化大革命开始时，社会学家潘光旦被红卫兵折磨而卧病在床。叶笃义常去看望潘光旦。潘光旦对叶笃义说，对于运动，他的对策是三个“ S”：Submit（服从）、Sustain（坚持）、Survive（生存）。1967年5月13日，潘光旦入住积水潭医院，但红卫兵追到医院逼潘光旦交代历史问题，且不顾潘光旦插着导尿管，用力摇晃他的床。叶笃义去看望潘光旦时，劝他坚持，潘光旦摇头并说了个“S”：“Succumb（死了）。后来潘光旦离开医院回家，于1967年6月10日晚逝世。
叶笃义与张东荪过去关系密切，而张东荪当时早已被定为里通外国的“特务”。叶笃义又是司徒雷登赏识的学生，而当时司徒雷登被视为美国在中国的“特务头子”。1968年4月，叶笃义被民盟中央的造反派实行“革命专政”，被拘留审查，要叶笃义交代与这些特务的关系，逼他承认自己是美国特务。
在拘留期间，对叶笃义本人审查完后，又要叶笃义交代同他人的“特务关系”。当时的审查重点是要叶笃义交代同徐冰“特务关系”。叶笃义也因此而于1968年被关入秦城监狱。徐冰文革前是中共中央统战部部长，文革期间被中共中央统战部打成“美国特务”。叶笃义被关入秦城监狱后不久，1968年，五弟叶笃庄也因该案而被押解到北京，关入秦城监狱，同样被要求交代和徐冰的关系。
在秦城监狱，叶笃义受到严刑逼供，被迫捏造自己和徐冰是特务关系，徐冰通过自己向司徒雷登递送情报。但每次审讯完后，叶笃义都感到良心不安，于是不断翻供，随之而来的又是新一轮严刑逼供。如此反复，叶笃义一直在秦城监狱关押了4年半，直到1972年才出狱。
1978年，中共中央统战部为叶笃义彻底平反。叶笃庄也获得了平反。

### 改革开放
1978年后，叶笃义历任全国政协副秘书长、秘书处处长，全国人民代表大会常务委员会法制委员会委员，宪法修改委员会副秘书长，中国国际文化交流中心理事，中国人民外交学会理事。
1981年，叶笃义患结肠癌后，认为自己时日无多，乃再次向中共党组织提出加入中国共产党。但中共中央统战部虑及叶笃义担任民盟中央副主席，批准加入中国共产党有许多不便，便未同意。此后，叶笃义活了下来。80岁时，叶笃义再次强烈提出入党要求，方获中共党组织批准。1993年，叶笃义加入中国共产党。
叶笃义是中国人民政治协商会议第一届全体会议候补代表，第一届全国人大代表，第五届全国政协委员、常委，第六、七、八届全国政协常委，第九届全国政协委员。他是民盟第一届中央委员、第二届中央常委兼办公厅主任、第三届中央候补委员、第四届中央常委、第五届中央副主席兼秘书长、执行局委员、第六届中央副主席、第三届中央参议委员会副主任、第八、九届中央名誉副主席。
2004年2月19日，叶笃义在北京逝世。

## 著作
- 叶笃义，虽九死其犹未悔――叶笃义八十回忆，群言出版社，1994年
  - 叶笃义，虽九死其犹未悔，北京十月文艺出版社，1999年
- 〔英〕乔治·斯当东，英使谒见乾隆纪实，叶笃义 译，商务印书馆，1963年
- 〔美〕S.F.比米斯，美国外交史 : 第一分册，叶笃义 译，商务印书馆，1985年
- 〔美〕S.F.比米斯，美国外交史 : 第二分册，叶笃义 译，商务印书馆，1987年

## 家庭
- 曾祖：叶坤厚，清朝河南南汝光道道员[6]
- 祖父：叶伯英，清朝陕西巡抚[7]

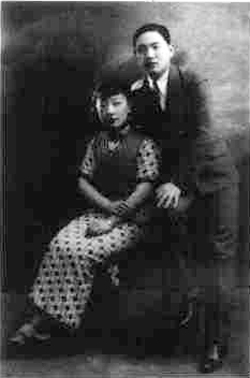
1936年，叶笃义和妻子李懿藩合影

- 父：叶崇质，清朝直隶巡警道，后弃官从商。他娶了三房太太，育有15位子女（10子，5女）。叶笃义在兄弟中排行第三。[6][3][8]
- 大哥：叶笃仁（叶刚侯）
- 二哥：姓名不详，早年夭亡。
- 四弟：叶笃信
- 五弟：叶笃庄
- 六弟：叶笃廉（叶方），中国共产党党员。
- 七弟：叶笃正
- 八弟：空缺。当时二哥病重，家中将二哥改为八弟，希望由此可救其性命，但未成功。
- 九弟：叶笃成（方实）
- 十弟：姓名不详，早年夭亡。
- 十一弟：姓名不详，由别人家过继而来。
- 十二弟：叶笃慎（叶利中）。自幼学习相声，后赴重庆，后来改名叶利中，是相声界知名人士。
- 大姐：姓名不详，仅在家中读书。
- 二姐：姓名不详，仅在家中读书。
- 三姐：姓名不详，仅在家中读书。
- 四姐：姓名不详，仅在家中读书。
- 五妹：叶笃柔，曾入大学读书，后当教师。

- 女兒：葉维禎[9]，曾任民盟中央婦女委員會副主任，中國人民政治协商會議第十届全國委員會委員。